# Монастеро Бормида
Монастеро Бормида (итал. Monastero Bormida) је насеље у Италији у округу Асти, региону Пијемонт.
Према процени из 2011. у насељу је живело 601 становника. Насеље се налази на надморској висини од 195 м.

## Становништво
Према резултатима пописа становништва 2011. у општини је живело 1.006 становника.
| 1936. | 1951. | 1961. | 1971. | 1981. | 1991. | 2001. | 2011. |
| ----- | ----- | ----- | ----- | ----- | ----- | ----- | ----- |
| 1.684 | 1.453 | 1.263 | 1.162 | 1.023 | 1.008 | 970   | 1.006 |